# Masă de șah

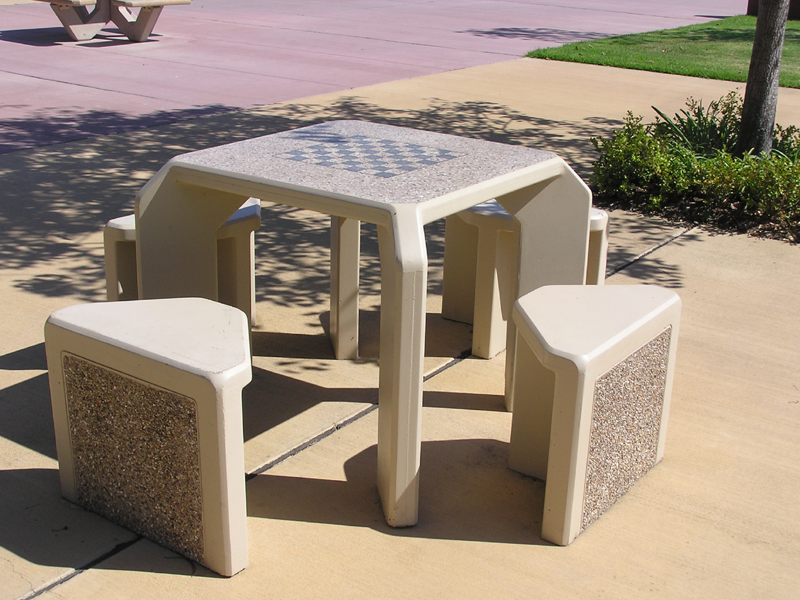
O tablă de şah amplasată într-un parc cu pătraţele imprimate pe ea.

Masa de șah este o masă pe care este imprimată o tablă de șah (cu 64 pătrățele, 32 albe și 32 negre), pe care se poate juca șah. Mesele de șah pot fi amplasate în spații publice, gen parcuri, pentru a oferi locatarilor posibilitatea de a juca șah în aer liber. Mesele de șah pot fi făcute din diverse materiale, precum plastic sau lemn. Ele pot fi folosite și ca mese obișnuite dar oamenii preferă să le folosească în scopul de a juca.
Multe universități și orașe au în parcuri și terase special amenajate table de șah, unde jucătorii își pot aduce propriile piese pentru a juca sau pot închiria un set.

## Mese din plastic
Mesele din plastic sunt preferate în special în jurul piscinelor sau pe marginea acestora. Datorită faptului că plasticul din care sunt făcute nu reacționează în contact cu apa, ele sunt preferate și în stațiunile din jurul apelor și mai ales a băilor. Ele sunt alcătuite din picioare și suprafața plană pe care este imprimată tabla. Pentru că plasticul este un material ușor, flexibil și ieftin, mesele de șah din plastic pot fi amplasate pe un perete cu ajutorul unui cui sau al unui material de lipit.

## Mese din lemn

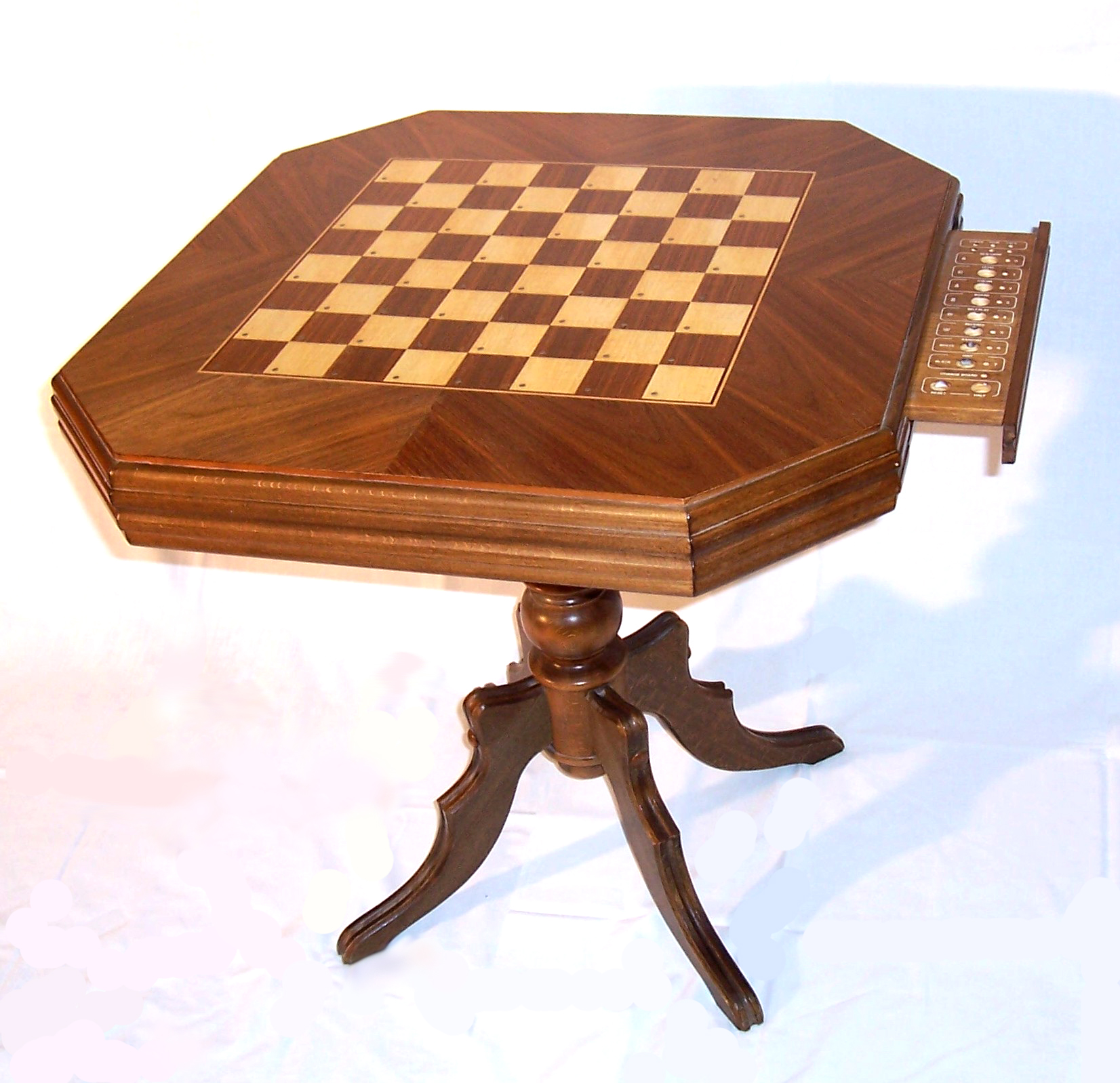
Tablă de şah din lemn cu un sertar pentru piese.

Mesele din lemn sunt cele mai frecvente datorită faptului că sunt solide și în același timp ieftine. Turneele se desfășoară pe astfel de mese și aproape orice șahist are o astfel de masă în dotare. În mod normal ele sunt alcătuite din picioare și tabla. Ele pot să conțină un mic sertărel unde pot fi ținute piesele și multe au în dotare un ceas.

## Mese din sticlă
Aceste mese sunt considerate de lux, și marea majoritate conțin și piese de șah din sticlă. Majoritatea sunt făcute dintr-o tablă de sticlă și picioare subțiri din metal pentru a suporta greutatea pieselor.

## Mese din metal sau piatră

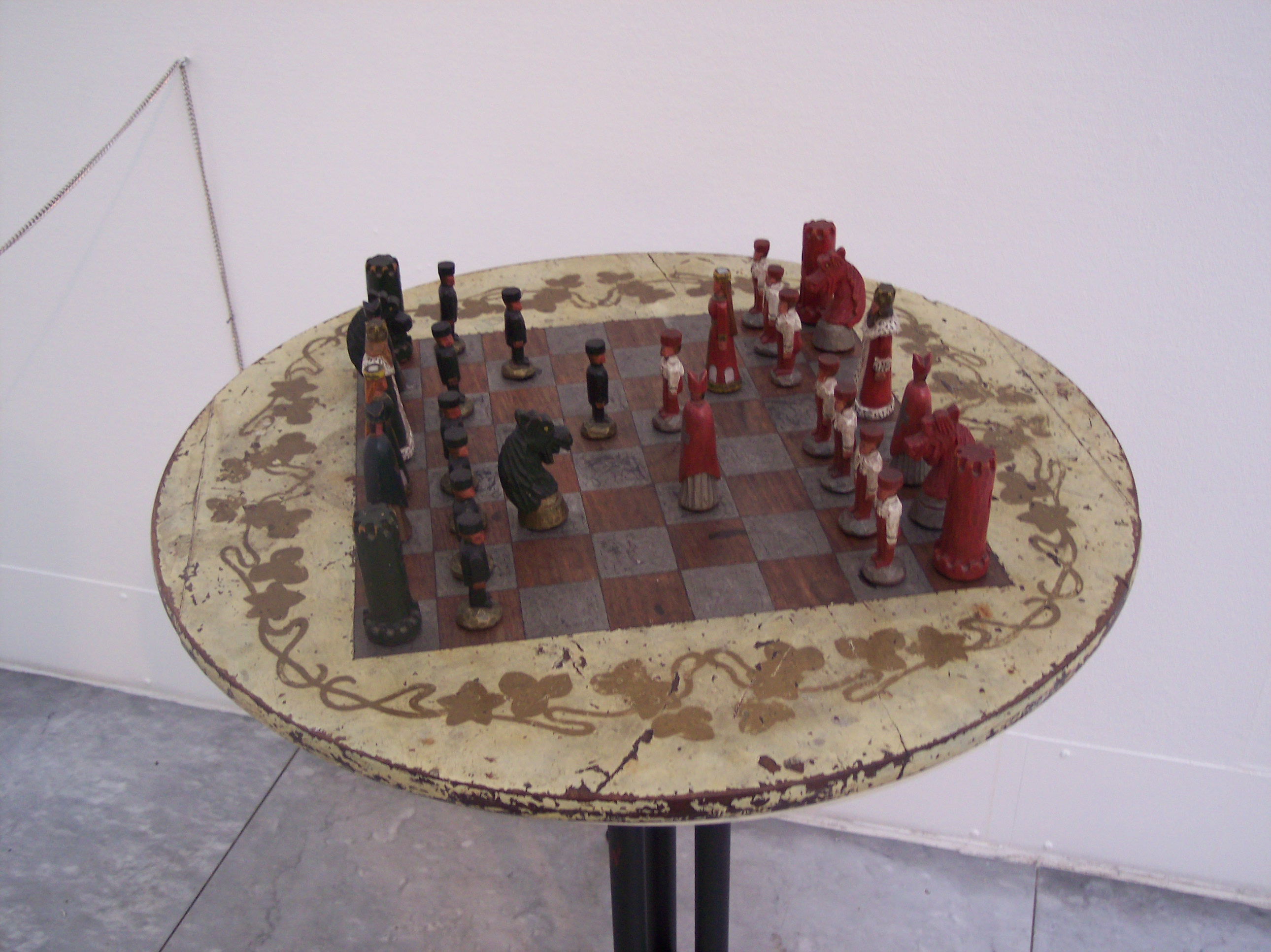
Tablă de lux făcută din metal.

Acest tip de mese este în mod normal sculptat într-o piatră sau din piatră. În mod normal ele sunt amplasate în curți private și sunt o alegere rară și scumpă dar superioară din punct de vedere al rezistenței.